# Бехтерєв Володимир Михайлович
Володи́мир Миха́йлович Бе́хтерєв (рос. Владимир Михайлович Бехтерев; 1 лютого 1857, село Соралі, Єлабузький повіт, Вятська губернія, Російська імперія — 24 грудня 1927, Москва, Російська РФСР, СРСР) — російський невролог, психіатр, психолог, морфолог і фізіолог нервової системи, доктор медицини (1881), професор (1885), Заслужений діяч науки РРФСР (1927). Дійсний член Наукового товариства імені Шевченка.

## Життєпис
Володимир Михайлович Бехтерєв народився 1 лютого 1857 року в селі Соралі (нині — Бехтерєво), яке на той час входило до складу Єлабузького повіту Вятської губернії Російської імперії у сім'ї рядового державного службовця. Був представником древнього в'ятицького роду Бехтерєвих. Рано втратив батька, мати ледве знайшла гроші на освіту для Володимира. Початкову освіту отримав у в'ятській гімназії (1873 рік), а медичну — у Санкт-Петербурзькій медико-хірургічній академії.
Весною та влітку 1877 року брав участь у військових операціях на території Болгарії (під час російсько-османської війни 1877—1878 років). Повернувшись, продовжив навчання в академії. Після завершення навчання у 1878 році Бехтерєв почав детально вивчати нервові та психічні розлади і з цією метою працював при клініці професора Івана Павловича Мержеєвського.
На початку 1879 року Бехтерєва прийняли в дійсні члени Петербурзької спільноти психіатрів. У 1881 році він успішно захистив докторську дисертацію та його затвердили приват-доцентом Петербурзької медико-хірургічної академії, а в 1884 році відправлено у відрядження закордон, де він співпрацював з Емілем Генріхом Дюбуа-Реймоном (Берлін), Вільгельмом Вундтом (Лейпциг), Теодором Мейнертом (Відень), Жан-Мартеном Шарко (Париж) та іншими.

### Казанський період діяльності Бехтерєва
24 липня 1885 його було призначено екстраординарним професором та головою психіатричної клініки Казанської лікарні. Також брав участь у становленні цієї лікарні — ввів до курсу лікування корисну та цікаву роботу, заборонив будь-які форми насилля над хворими. Ці нововведення стали еталоном психіатрії у Російській імперії.
Лекції Бехтерєва були настільки цікавими, що їх відвідували не тільки студенти. Одним із слухачів був робітник пекарні Олексій Пєшков — майбутній письменник Максим Горький.
Володимир Михайлович погодився очолити кафедру нервових і психічних розладів Медико-хірургічної академії за умови створення при ній науково-дослідницької лабораторії. Для її створення Міністерство освіти надало 1000 рублів і річний бюджет у 300 рублів. Так з'явилася перша у Росії психофізіологічна лабораторія.
Предметом дослідження стало структура головного мозку та нервової тканини. У 1885 році Бехтерєв описав найважливішу частину вестибулярного апарату — скупчення війчастих клітин внутрішнього вуха.
У роботах з 1887 до 1892 року відкрив та описав нові провідні шляхи спинного та головного мозку, виявив зв'язок між окремими ділянками кори великих півкуль та певними внутрішніми органами і тканинами — саме ця робота принесла йому всесвітнє визнання.
Бехтерєв одним з перших використав науковий підхід до виховання дітей раннього віку: на базі вивчення рухів немовлят він доказав, що формування особистості відбувається ще у перші місяці життя.

### Петербурзький період життя Бехтерєва
Восени 1893 року Бехтерєв переїхав до Петербурга, де очолив кафедру нервових і психічних хвороб у Військово-медичній академії. Він почав викладати невропатологію та психіатрію в академії та заново відкритому Жіночому медичному інституті. У цій академії він також створив одне з найперших у світі нейрохірургічне відділення.
Бехтерєв організував у Петербурзі Товариство психоневрологів і Товариство нормальної та експериментальної психології та наукової організації праці. Редагував журнали «Обозрение психиатрии, неврологии и экспериментальной психологии», «Изучение и воспитание личности», «Вопросы изучения труда» та інші.
У листопаді 1900 року Російська академія наук висунула двотомну працю Бехтерєва «Проводящие пути спинного и головного мозга» на премію імені академіка К. М. Бера. Того ж року В. Бехтерєва було обрано головою Російського товариства нормальної і патологічної психології.
Бехтерєв мав дружні стосунки з науковцями України. У 1905 році на другому з'їзді психіатрів у Києві він виступив з доповіддю. За радянської влади присвятив одну з своїх праць Київському інституту народної освіти. 1926 року на честь 40-річчя наукової діяльності його ім'ям було названо одеське Товариство нормальної і патологічної рефлексології, психології та педології імені академіка В. М. Бехтерєва.
Після завершення роботи над сімома томами «Основы учения о функциях мозга» особливу увагу Бехтерєва як науковця привернули увагу проблеми психології. Виходячи з того, що психічна діяльність виникає внаслідок роботи мозку, він вважав за можливе спиратися певним чином на досягнення фізіології, та, насамперед, на вчення про умовні рефлекси. Протягом 1907—1910 років Бехтерєв опублікував три томи книги «Объективная психология», де  стверджував, що всі психічні процеси супроводжуються рефлекторними руховими та вегетативними реакціями, які підлягають спостереженню та реєстрації.
Був членом редакційного комітету багатотомного французького видання «Traite international de psychologie pathologique» («Інтернаціональний трактат з патологічної психології»), для якого одноосібно написав декілька розділів.
У 1908 році в Петербурзі розпочав свою діяльність заснований Бехтерєвим Психоневрологічний інститут. При ньому було відкрито педагогічний, юридичний і медичний факультети. У 1916 році ці факультети перетворили у приватний Петроградський університет при Психоневрологічному інституті. Сам Володимир Михайлович брав активну участь у роботі інституту й університету та очолював господарський комітет останнього.
У 1913 році за вислугою років Бехтерєв мав піти з академії. Тодішній міністр освіти Л. А. Кассо не затвердив його на роль завідувача кафедри психіатрії Жіночого медичного інституту та на пост керівника Психоневрологічного інституту. На цю посаду затвердили професора В. А. Вагнера, проте Бехтерєв все ще залишався фактичним керівником інституту.
У травні 1918 року Бехтерєв подав клопотання до Раднаркому про організацію Інституту вивчення мозку та психічної діяльності. Незабаром Інститут відкрився, його директором до самої смерті був Бехтерєв. Тоді ж він заявив про створення нової науки — рефлексології.
Згідно з рефлексологією, у людській особі не існує «духовного» безмозкового процесу, а мозковий процес і духовне разом є проявом психічної енергії — одного з видів єдиної світової енергії. Витоками цієї енергії Бехтерєв вважав їжу, зір, смак, скелетну мускулатуру, мову, жести, міміку.
Засновник рефлексології стверджував, що на основі закону про збереження енергії психічна енергія людини не може зникнути безслідно. З цього випливає так зване «безсмертя душі», що має стати предметом наукових досліджень. З такими висновками Бехтерєв прийшовся «не до смаку» радянській владі, проте все ж у 1927 році йому надали звання заслуженого діяча науки РРФСР.

### Смерть
Смерть науковця стала страшним і неочікуваним ударом для його оточення. Вона сталася 24 грудня 1927 року під час Першого Всесоюзного з'їзду невропатологів і психіатрів[джерело?]. Згідно з офіційною версією, він «отруївся консервами». Проте існує доволі ймовірна версія, що смерть Бехтерєва пов'язана з діагнозом, який незадовго до цього він поставив Леніну: прогресивний параліч (нейросифіліс). Також є версія щодо отруєння через консультацію Сталіна, яку Бехтерєв здійснив перед своєю смертю. Начебто він прокоментував, що у радянського диктатора окрім неврологічних проблем є й тяжкий психіатричний розлад — тяжка параноя. Клінічна картина можливого отруєння була характерна для отруєння арсеном. Усі подальші події з проведенням розтину на дому — вірніше, просто забиранням мозку і невідкладною кремацією рештків — можуть підтверджувати політичне замовлення. Як і відсутність судово-медичного дослідження, яке повинні були провести в цьому випадку. Урну з прахом Бехтерєва поховано на цвинтарі «Літераторські містки».

## Наукова діяльність
Перу Бехтерєва належать понад 600 наукових праць. Окрім його найвідомішої праці «Дослідження провідних шляхів головного та спинного мозку», Бехтерєв зробив немало відкриттів в анатомії та фізіології:
- Помітив та описав мінливість синапсів
- Описав групу клітин у задньому розі головного мозку (що потім отримала його ім'я)
- Встановив зв'язок черв'яка мозочка з рецепторами суглобів, м'язів, сухожиль
- Вперше наглядно показав (за допомогою ЕЕГ), що біоелектричні явища виникають не тільки в корі великих півкуль, а й в інших ділянках мозку

Наприкінці 1890-х років почав роботу в галузі, яка була названа «об'єктивна психологія». Він намагався пояснити психічні явища умовними рефлексами, тим самим інтегруючи теорії І. П. Павлова в клінічну практику. В останнє десятиріччя свого життя еволюціював від «об'єктивної психології» до «рефлексології». Намагаючись звести складні закони психіки і суспільного життя до фізико-механічних законів, впадав у механіцизм. Однак результати його конкретних досліджень рефлекторної діяльності мають велику наукову цінність.
Також увів у загальну медичну практику патологічний стопний згинальний рефлекс, або рефлекс Бехтерєва-Менделя — патологічний рефлекс, який проявляється у згинанні пальців стопи при ударі неврологічним молоточком по підошовній поверхні стопи біля основи пальців. Як невропатолог, Бехтерєв описав низку хвороб, одну з яких (анкілозуючий спондилоартрит)  називають також хворобою Бехтерєва.
Вивчав і лікував низку психічних розладів та синдромів: страх почервоніти, страх запізнитися, нав'язливі ревнощі, нав'язливу посмішку, страх чужого погляду, страх статевого безсилля, рептилофренію (одержимість рептиліями) тощо.
Понад 40 років Бехтерєв займався вивченням і лікувальним застосуванням гіпнозу, розробляючи при цьому теорію навіювання.
Він цікавився проблемами телепатії, проте після серії експериментів на собаках (разом з кінологом В. Л. Дуровим) зробив висновки, що відомі на той час випадки телепатії є не більше ніж «фокуси», а сама можливість зчитування та навіювання думок на відстані потребує подальшого вивчення.

### Основні наукові праці
- «Основы учения о функциях мозга», СПБ, 1903—1907 г. (рос.)
- «Объективная психология», г. СПБ, 1907—1910 г. (рос.)
- «Психика и жизнь», 2-е изд., г. СПБ, 1904 г. (рос.)
- «Внушение и его роль в общественной жизни», г. СПб, изд. К. Л. Риккера, 1908 г. (рос.)
- Bechterew, W. M. «La suggestion et son rôle dans la vie sociale»; trad. et adapté du russe par le Dr P. Kéraval. Paris: Boulangé, 1910. (фр.)
- «Общая диагностика болезней нервной системы», ч. 1-2, г. СПБ,1911-1915 г.(рос.)
- «Коллективная рефлексология», Петроград, 1921 г. (рос.)
- «Общие основы рефлексологии человека», Москва-Петроград,1923 г. (рос.)
- «Проводящие пути спинного и головного мозга», Москва-Ленинград, 1926 г. (рос.)
- «Мозг и деятельность», Москва-Ленинград, 1928 г.: Избранные произведения, г. Москва, 1954 г. (рос.)